# Atlanta Poland
Atlanta Poland Spółka Akcyjna – polskie przedsiębiorstwo handlu hurtowego z siedzibą w Gdańsku, notowane na Giełdzie Papierów Wartościowych w Warszawie, prowadzące sprzedaż bakalii. Przedsiębiorstwo sprowadza do Polski z zagranicy suszone owoce, orzechy, ziarna, a także konserwanty i zagęszczacze.

## Historia
Założone w 1990, w 1993 przekształcone w spółkę z ograniczoną odpowiedzialnością Atlanta Poland. W lipcu 1999 przekształcona w spółkę akcyjną. W 2000 przedsiębiorstwo pozyskało kolejnego wspólnika – Rockfield Trading Limited z siedzibą na Cyprze. W maju tego samego roku spółki Atlanta i Agronut połączyły się w drodze przejęcia Agronutu przez Atlantę. W lipcu 2004 walne zgromadzenie przedsiębiorstwa podjęło uchwałę o wprowadzeniu akcji do publicznego obrotu na Giełdzie Papierów Wartościowych w Warszawie. 10 stycznia 2005 akcje spółki były po raz pierwszy notowane na warszawskiej giełdzie.